# Sur (Oman)
Sur (àrab: صور, Ṣūr) és una ciutat d'Oman, capital de la regió d'Al-Sharkiyya, al nord-est del país, a la costa del golf d'Oman a uns 150 km al sud-est de Masqat. Històricament fou un important port de mercaderies. A la ciutat hi ha el famós Col·legi de Ciències Aplicades de Sur, amb 4.000 estudiants, considerada un dels Col·legis Superiors millors d'Oman. La ciutat vella té nombrosos edificis amb arabescs, portes amb fusta treballada, i carrerons laberíntics.

## Llocs interessants
- Museu marítim.
- Castell d'Al-Aija (o al-Hamuda) amb el fort d'Alrusa que guardava la porta d'entrada a la ciutat i una de les més importants d'Oman, abans seu del governador i lloc de cerimònies
- Fort Ras Al Hadd
- 102 fonts i diverses coves (la més coneguda la del Diable al uadi Bani Jabir)
- Prop de la ciutat hi ha el pintoresc poble de Tiwi.

## Història
Des del segle VI el port va començar a comerciar amb l'Àfrica oriental. A l'inici del segle xvi s'hi van establir els portuguesos fins que l'imam yarubita Nasir ibn Murshid els va foragitar i va començar una renaixença econòmica pel comerç amb l'Índia i Xina a més del d'Àfrica oriental. Fou també lloc de referència per la construcció de vaixells de fusta, els quals s'utilitzaven tant pel comerç com per la pesca de perles. Durant dos segles fou port de referència a la zona del golf d'Oman però la prohibició del comerç d'esclaus pels britànics, els atacs wahhabites, i més tard l'obertura del canal de Suez, li va fer perdre el comerç amb l'Índia. La ciutat va entrar en decadència de la que només es va recuperar als darrers anys del segle XX amb l'expansió industrial i econòmica del sultanat, si bé el port i la mar continua sent el motor de l'economia local al mantenir-se l'activitat constructora de vaixells tradicionals. El juny de 2007 fou afectada pel cicló Gonu i el 2010 pel cicló Phet.

## Clima
Sur té un clima semiàrid amb poca pluja i altes temperatures de dia. Degut a estar a la costa les temperatures a la nit mai són gaire baixes. Tot l'any fa el mateix temps però el mes de març tendeix a ser el més humit i el de setembre el més sec. Ocasionalment està afectada per ciclons.
| Paràmetres climàtics mitjans de Sur, Oman                                                                                 | Paràmetres climàtics mitjans de Sur, Oman | Paràmetres climàtics mitjans de Sur, Oman | Paràmetres climàtics mitjans de Sur, Oman | Paràmetres climàtics mitjans de Sur, Oman | Paràmetres climàtics mitjans de Sur, Oman | Paràmetres climàtics mitjans de Sur, Oman | Paràmetres climàtics mitjans de Sur, Oman | Paràmetres climàtics mitjans de Sur, Oman | Paràmetres climàtics mitjans de Sur, Oman | Paràmetres climàtics mitjans de Sur, Oman | Paràmetres climàtics mitjans de Sur, Oman | Paràmetres climàtics mitjans de Sur, Oman | Paràmetres climàtics mitjans de Sur, Oman |
| Mes | Gen.                                      | Feb.                                      | Mar.                                      | Abr.                                      | Mai.                                      | Jun.                                      | Jul.                                      | Ago.                                      | Set.                                      | Oct.                                      | Nov.                                      | Des.                                      | Anual                                     |
| --- | ----------------------------------------- | ----------------------------------------- | ----------------------------------------- | ----------------------------------------- | ----------------------------------------- | ----------------------------------------- | ----------------------------------------- | ----------------------------------------- | ----------------------------------------- | ----------------------------------------- | ----------------------------------------- | ----------------------------------------- | ----------------------------------------- |
| Temperatura diària màxima °C (°F)                                                                                         | 26 (78,8)                                 | 28 (82,4)                                 | 32 (89,6)                                 | 37 (98,6)                                 | 41 (105,8)                                | 42 (107,6)                                | 41 (105,8)                                | 39 (102,2)                                | 38 (100,4)                                | 36 (96,8)                                 | 31 (87,8)                                 | 28 (82,4)                                 | 42 (107,6)                                |
| Temperatura diària mínima °C (°F)                                                                                         | 18 (64,4)                                 | 19 (66,2)                                 | 22 (71,6)                                 | 26 (78,8)                                 | 30 (86)                                   | 31 (87,8)                                 | 30 (86)                                   | 28 (82,4)                                 | 27 (80,6)                                 | 25 (77)                                   | 21 (69,8)                                 | 19 (66,2)                                 | 18 (64,4)                                 |
| Precipitació total mm (polzades)                                                                                          | 11 (0,4)                                  | 10 (0,4)                                  | 17 (0,7)                                  | 8 (0,3)                                   | 8 (0,3)                                   | 13 (0,5)                                  | 3 (0,1)                                   | 3 (0,1)                                   | 0 (0)                                     | 2 (0,1)                                   | 2 (0,1)                                   | 11 (0,4)                                  | 88 (3,5)                                  |
| Font: Organització Meteorològica Mundial (ONU, World Weather Information Service - Sur a consultat el 2 d'octubre de 2011 |                                           |                                           |                                           |                                           |                                           |                                           |                                           |                                           |                                           |                                           |                                           |                                           |                                           |

## Galeria

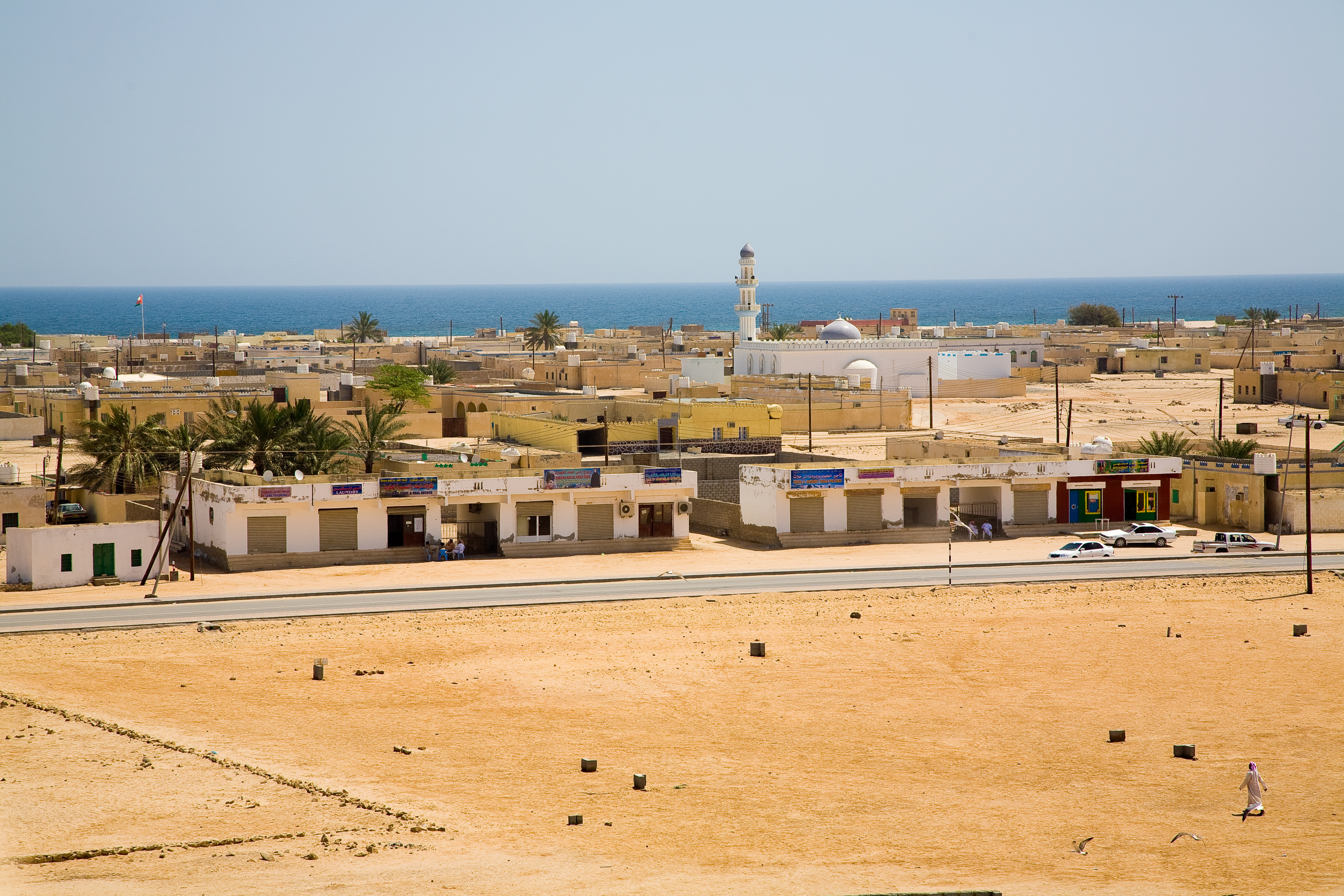
Panorama
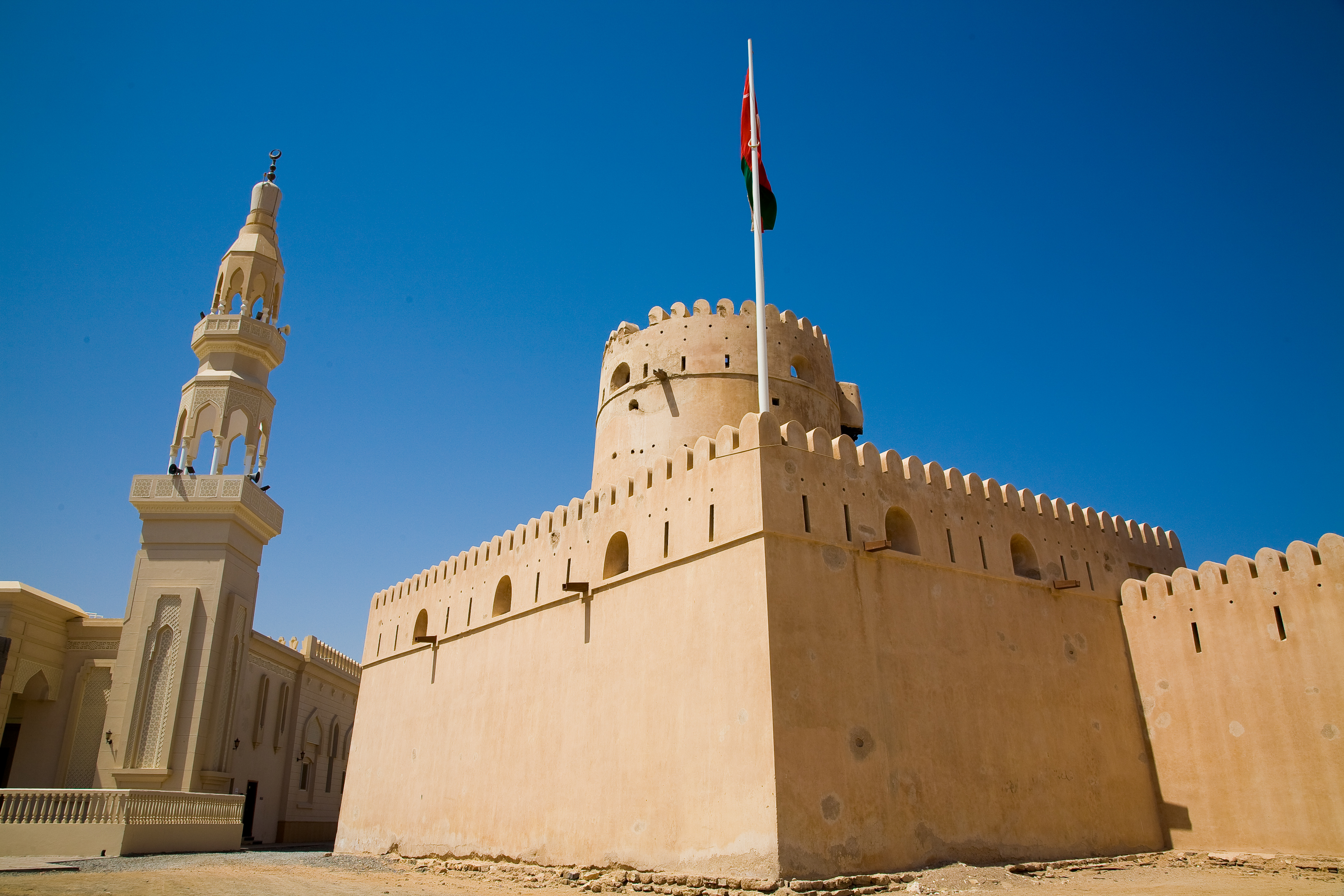
Mesquita i fort
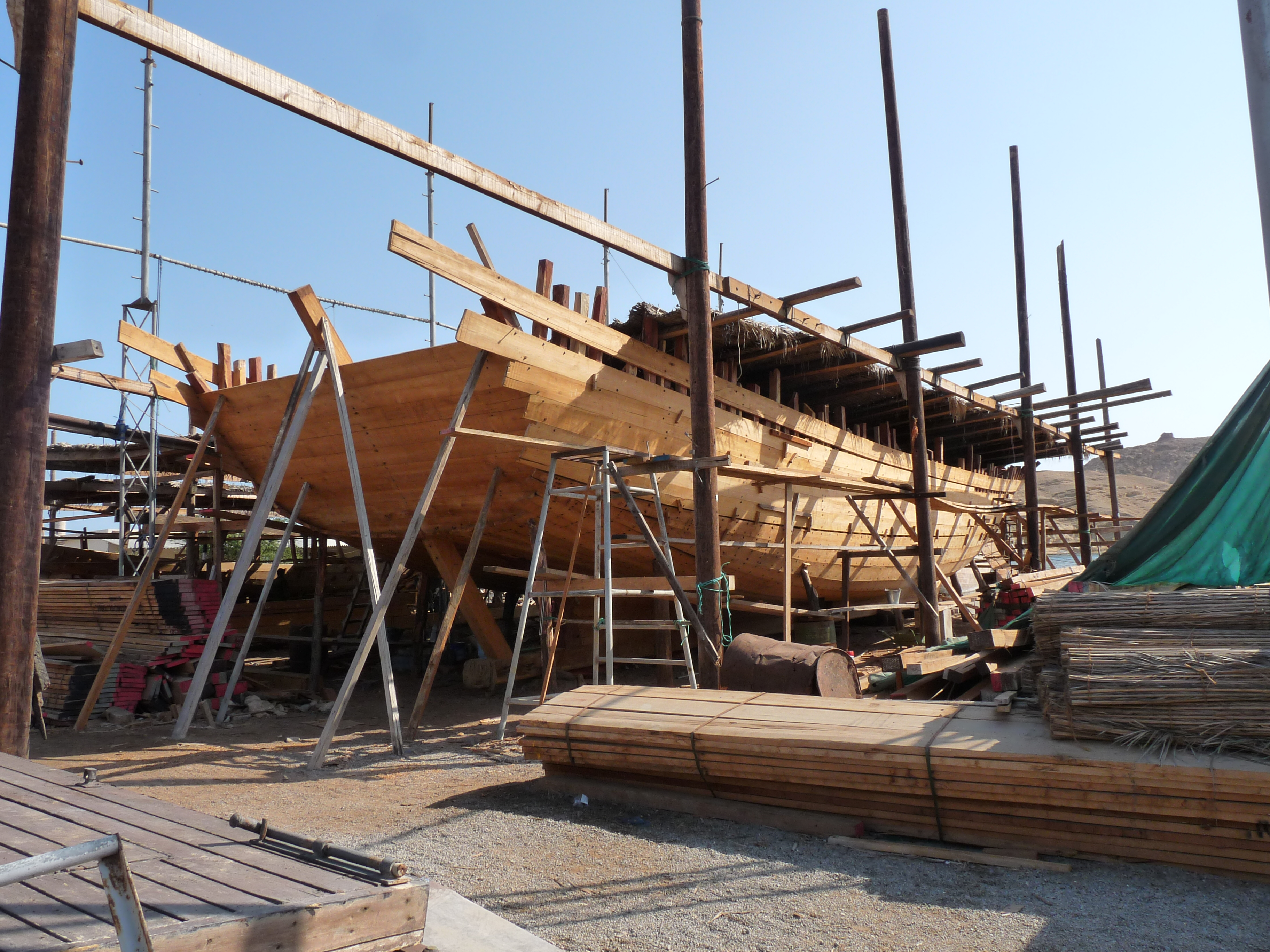
Drassana
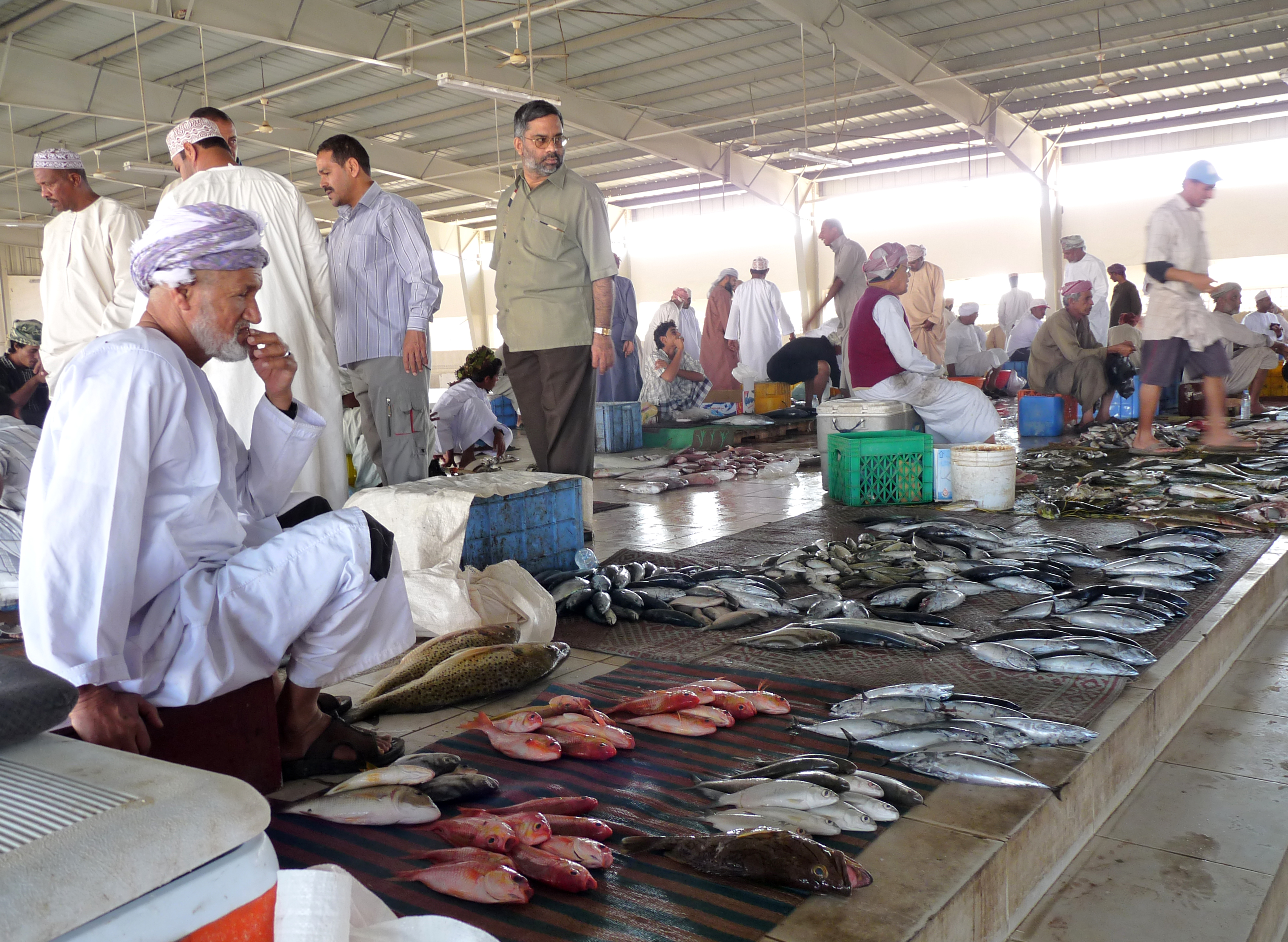
Mercat de peix
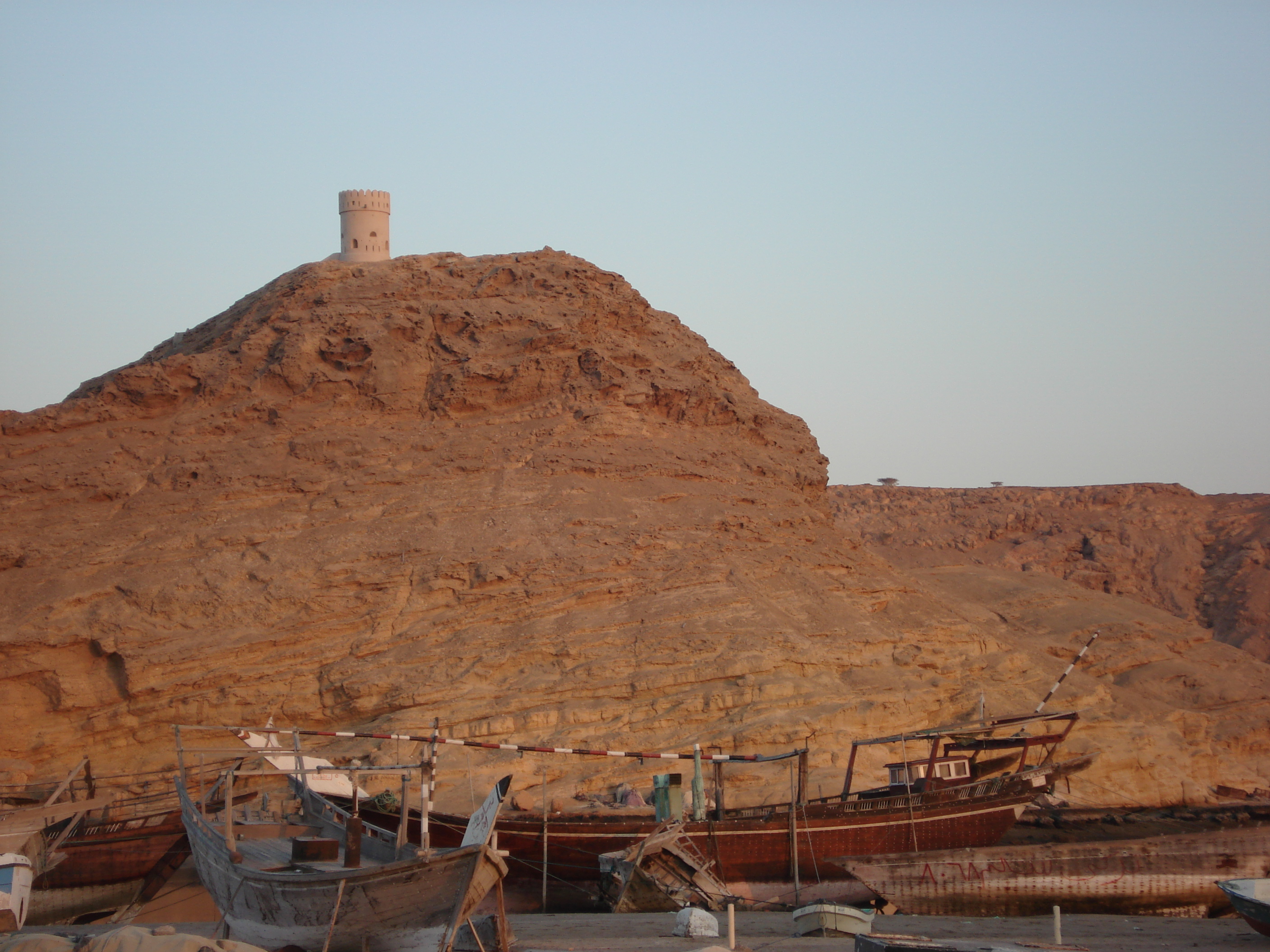
Torre i vaixells